# V744 Андромеды
V744 Андромеды (лат. V744 Andromedae) — двойная катаклизмическая переменная звезда типа AM Гончих Псов (AM)** в созвездии Андромеды на расстоянии (вычисленном из значения параллакса) приблизительно 1579 световых лет (около 484 парсеков) от Солнца. Видимая звёздная величина звезды — от +20,05m до +15,13m. Орбитальный период — около 0,02608 суток (0,6259 часа, 37,555 минуты).

## Характеристики
Первый компонент — аккрецирующий белый карлик спектрального класса pec(e) или DB:. Эффективная температура — около 12616 K.
Второй компонент — белый карлик.